# Roll (fiddle)

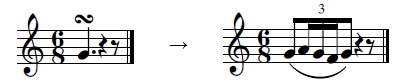
Een roll in muzieknotatie

Een roll is een muzikale versiering die op de fiddle gespeeld wordt, met name in Ierse muziek. De techniek bestaat eruit dat men in plaats van één lange noot twee noten van gelijke toonhoogte speelt, met daartussen drie heel snelle tussenslagnootjes. Die nootjes zijn zo kort dat het moeilijk is te bepalen hoelang ze duren en wat hun precieze toonhoogte is. De roll wordt gespeeld in één beweging van de strijkstok. De techniek vraagt oefening voordat deze goed uitgevoerd kan worden.